# Вепраты (Логойский район)
Вепраты (бел. Вяпра́ты) — деревня в Логойском районе Минской области Беларуси. В составе Янушковичского сельсовета.

## География
Пролегает дорога Р-58.
Ближайшие населённые пункты Бориски, Козлевщина, Паныши и др.

### Гидрография
Недалеко протекает река Выпрата.

## История
С 1904 года в Хотенчицской волости Вилейского уезда Виленской губернии.
До 14 апреля 1959 года деревня входила в состав Калачевского сельсовета.

## Население

### Численность
- 2019 год — 23 жителей

### Динамика
- 1999 год — 44 жителей (перепись населения)
- 2009 год — 29 жителей (перепись населения)[2]
- 2019 год — 23 жителей (перепись населения)

## Улицы
- Усадьба Володковичей. 1914.Лесная
- Полевая
- Тихая
- Центральная

## Достопримечательность
- Братская могила

### Утраченное наследие
- Усадьба Володковичей